# Cyber Sunday 2006
Cyber Sunday 2006 è stata la prima edizione dell'omonimo pay-per-view prodotto dalla World Wrestling Entertainment. L'evento, esclusivo del roster di Raw, si è svolto il 5 novembre 2006 alla U.S. Bank Arena di Cincinnati.
Nonostante l'evento appartenesse al roster di Raw, esso ha visto la partecipazione di due atleti di SmackDown! (Kane e King Booker) e uno della ECW (Big Show).

## Storyline
La particolarità di Cyber Sunday fu, come il suo predecessore Taboo Tuesday, che gli spettatori a casa potevano votare online sul sito della WWE i wrestler, le stipulazioni o i titoli per gli incontri della card.
La faida principale riguardò il WWE Champion John Cena, il World Heavyweight Champion King Booker e l'ECW World Champion Big Show. Nella puntata di Raw del 9 ottobre 2006 i tre vennero faccia a faccia, con Mr. McMahon che stabilì questo Triple Threat match per decretare il campione supremo della WWE.
La seconda faida principale riguardò la D-Generation X (Triple H e Shawn Michaels) e i Rated-RKO (Edge e Randy Orton). In una puntata di Raw, Edge propose ad Orton un'alleanza per contrastare la D-Generation X (dato che Orton aveva avuto dei trascorsi non proprio positivi con Triple H quando venne estromesso dall'Evolution per aver vinto il World Heavyweight Championship contro Chris Benoit nel 2004). Dopo che Orton accettò, lui e Edge presero in giro la D-Generation X vestendosi come loro. Per il loro incontro di Cyber Sunday, il pubblico avrebbe dovuto scegliere l'arbitro speciale tra Eric Bischoff, il General Manager di Raw Jonathan Coachman e Mr. McMahon, ovvero tre persone che avevano avuto a che fare con la D-Generation X ed erano contro di loro: infatti McMahon era appena uscito da una faida persa proprio contro la D-Generation X e culminata ad Unforgiven, Coachman era stato più volte preso di mira dai due e Bischoff era intervenuto a Raw per aiutare Edge e Orton a sconfiggere proprio la D-Generation X.

## Evento
Prima della messa in onda dell'evento, Super Crazy sconfisse Rob Conway in un dark match.

### Match preliminari
L'evento si aprì con il match tra Umaga e Kane (il quale venne scelto dai fan online con il 49% dei voti a discapito di Chris Benoit e Sandman). Durante le fasi iniziali dell'incontro, Armando Alejandro Estrada (manager di Umaga) provò a distrarre Kane che, però, riuscì a portarsi in vantaggio nei confronti di Umaga. In seguito Umaga reagì e colpì Kane con un belly to belly suplex per poi eseguire su di lui un headbutt e uno spinning heel kick. Poco dopo, Kane colpì Umaga con un big boot; salvo poi subire un facebuster, una body slam e un diving headbutt da parte di questi. Dopo aver eseguito un running hip attack, Umaga tentò il Samoan Spike su Kane all'esterno del ring; tuttavia quest'ultimo schivò la manovra, con Umaga che finì per colpire un paletto di sostegno del quadrato. Sfruttando ciò, Kane gettò Umaga contro dei gradoni d'acciaio per poi continuare a dominarlo sul ring, finché questi non eseguì un samoan drop sullo stesso Kane. Dopo un tentativo di Chokeslam andato a vuoto, Kane provò ad eseguire una flying clothesline dal paletto; tuttavia Estrada lo distrasse permettendo ad Umaga di bloccarlo e di colpirlo con il Samoan Spike. Umaga schienò poi Kane per vincere il match.
Nel secondo incontro della serata i Cryme Tyme (JTG e Shad Gaspard), gli Highlanders (Robbie McAllister e Rory McAllister), Charlie Haas e Viscera e Lance Cade e Trevor Murdoch si affrontarono in un Texas Tornado Tag Team match (scelto dai fan online con il 50% dei voti totali). Durante le fasi iniziali dell'incontro, gli Highlanders battagliarono all'esterno del ring con Cade e Murdoch, mentre i Cryme Tyme si scambiarono duri colpi con Haas e Viscera all'interno del quadrato. Successivamente gli Highlanders si portarono in vantaggio nei confronti di Cade e Murdoch per poi eseguire su entrambi dei pescado fuori dal ring. Haas e Viscera controllarono poi la contesa, finché quest'ultimo non colpì accidentalmente il suo partner. Pochi istanti dopo, Cade e Murdoch eseguirono la Sweet and Sour sugli Highlanders; tuttavia i Cryme Tyme lanciarono Cade e Murdoch all'esterno del quadrato per poi schienare Robbie, vincendo così il match.
Il terzo match della serata fu quello valevole per l'Intercontinental Championship tra il campione Jeff Hardy e lo sfidante Carlito (il quale venne scelto dai fan online con il 62% dei voti a discapito di Johnny Nitro e Shelton Benjamin). Dopo essersi stretti la mano in segno di rispetto, entrambi provarono delle veloci combinazioni di schienamento. L'azione si spostò in seguito all'esterno del ring, dove Hardy salì su una balaustra per poi gettarsi verso Carlito che, tuttavia, contrattaccò colpendo lo stesso Hardy in mezz'aria con un dropkick. Dopo alcune fasi statiche, Hardy si liberò da una headlock di Carlito colpendolo con una DDT e una clothesline. Hardy tentò la Swanton Bomb, ma Carlito alzò le ginocchia per evitare di essere colpito dalla manovra. Carlito colpì quindi Hardy con una springboard senton e uno springboard moonsault per poi schienarlo; tuttavia il campione si liberò al conteggio di due. Carlito tentò un altro springboard moonsault, ma Hardy lo evitò per poi eseguire il Whisper in the Wind. Poco dopo, Hardy provò l'esecuzione della Swanton Bomb, però Carlito lo bloccò sul paletto per poi tentare una hurricanrana. Nel finale, Hardy contrattaccò l'hurricanrana di Carlito gettandolo giù dal paletto per poi colpirlo con la Swanton Bomb. Hardy schienò quindi Carlito per vincere il match e mantenere il titolo.

### Match principali
Il match seguente vide la D-Generation X (Triple H e Shawn Michaels) contrapposta ai Rated-RKO (Edge e Randy Orton) con Eric Bischoff nel ruolo di arbitro speciale (Bischoff venne scelto come arbitro della contesa dai fan online con il 60% dei voti a discapito di Vince McMahon e Jonathan Coachman). Durante le fasi iniziali dell'incontro, Michaels dominò Edge per poi dare il cambio a Triple H. Dopo un batti e ribatti tra i quattro, Michaels colpì Edge con un diving elbow drop per poi tentare la Sweet Chin Music; tuttavia Orton (che non era l'uomo legale) trascinò lo stesso Michaels all'esterno del ring, lanciandolo contro un paletto di sostegno del quadrato. Mentre Bischoff stava discutendo animatamente con Triple H, i Rated-RKO continuarono a colpire Michaels con varie manovre combinate. Più avanti, Edge tentò l'esecuzione della Spear, però Michaels schivò la mossa e lo stesso Edge finì con il colpire Bischoff, mettondolo KO. Successivamente Michaels e Edge diedero rispettivamente il cambio a Triple H e Orton, con il primo che provò ad eseguire il Pedigree sul secondo; tuttavia Edge salvò il suo partner colpendo Triple H con la Spear. Dopo che Michaels si gettò verso Edge con un crossbody all'esterno del ring, Orton eseguì la RKO su Triple H, ma Bischoff non riuscì a rialzarsi per contare lo schienamento. In seguito all'arrivo di un secondo arbitro sostitutivo (Chad Patton), Orton schienò Triple H, però questi si liberò dopo un conteggio di due. Orton tentò quindi un'altra RKO, ma Triple H lo spinse verso Michaels, il quale lo colpì in pieno con la Sweet Chin Music. Triple H schienò dunque Orton, ma Bischoff trascinò Patton fuori dal ring, prevenendo la vittoria della DX. In seguito a quanto accaduto, Michaels cercò di attaccare Bischoff, però Edge sorprese lo stesso Michaels colpendolo alle spalle con una sedia. Pochi istanti dopo, Triple H tentò il Pedigree su Edge, ma Orton salvò il suo compagno di team colpendo Triple H con la sedia. Dopo che Bischoff non chiamò la squalifica, Orton colpì Triple H con una RKO sulla sedia per poi schienarlo. Bischoff contò lo schienamento vincente, favorendo così la vittoria di Edge e Orton.
Il quinto match della serata fu il Lumberjill match (scelto dai fan online con il 46% dei voti) valevole per il vacante Women's Championship tra Lita e Mickie James. Durante le fasi iniziali dell'incontro, sia Lita che Mickie si portarono in vantaggio l'una sull'altra dopo che si gettarono a vicenda fuori dal ring, dove erano presenti le altre divas. Successivamente Lita controllò la contesa applicando una sleeper hold sulla James. Dopo un batti e ribatti, la James tentò la Stratusfaction, ma Lita rovesciò la manovra in un roll-up che, però, valse solo un conto di due. Nel finale, dopo che la James si distrasse con Victoria (presente fra le divas all'esterno del quadrato), Lita colpì la stessa Mickie con una DDT per vincere il match e conquistare il titolo.
Il sesto match fu quello valevole per il World Tag Team Championship tra i campioni, la Spirit Squad (Kenny e Mikey), e la coppia sfidante formata da Ric Flair e Roddy Piper (quest'ultimo venne scelto dai fan online con il 46% dei voti a discapito di Dusty Rhodes e Sgt. Slaughter). Dopo un batti e ribatti iniziale tra Flair e Kenny, i due diedero rispettivamente il cambio a Piper e Mikey. Successivamente Piper applicò la sleeper hold su Mikey, ma Kenny intervenne per rompere la presa attaccando lo stesso Piper. La Spirit Squad iniziò a controllare la contesa, finché Mikey non sbagliò uno splash su Piper, il quale riuscì quindi a dare il cambio a Flair. In seguito Flair applicò la figure four leglock su Mikey; tuttavia Kenny ruppe la presa colpendo lo stesso Flair con un guillotine leg drop dalla terza corda. Nel finale Flair applicò un'altra figure four leglock su Mikey per forzarlo alla sottomissione, vincendo così il match per conquistare i titoli di coppia insieme a Piper.
Il main event fu il Triple Threat match valevole per il World Heavyweight Championship (che venne scelto dai fan online come titolo da mettere in palio) tra il campione King Booker e gli sfidanti ECW World Champion Big Show e WWE Champion John Cena. Durante le fasi iniziali dell'incontro, Big Show dominò sia Booker che Cena. Dopo essere stato colpito dallo Scissor Kick di Booker, Big Show venne lanciato fuori dal ring con una doppia clothesline dai suoi due avversari. Successivamente Booker eseguì la Book-End su Cena e lo schienò; tuttavia questi si liberò al conteggio di due. Dopo un batti e ribatti, Cena tentò la F-U su Booker, però quest'ultimo contrattaccò colpendolo con una DDT. In seguito Big Show colpì Booker con la Chokeslam, ma Cena sventò lo schienamento attaccando lo stesso Big Show. Poco dopo, Cena e Big Show iniziarono a combattere fuori dal quadrato, dove il secondo tentò l'esecuzione di una Chokeslam attraverso il tavolo dei commentatori ai danni del primo; tuttavia Cena reagì lanciando violentemente Big Show contro un paletto di sostegno del ring. Dopo aver colpito Big Show al volto con una sedia, Cena eseguì la F-U su Queen Sharmell (manager di Booker) poiché quest'ultima stava cercando di interferire. Mentre Cena stava applicando la STFU su Booker, l'arbitro andò a sincerarsi delle condizioni di Sharmell. Dato che l'arbitro si trovava alle prese con Sharmell, Kevin Federline interferì colpendo Cena con il World Heavyweight Championship di Booker. Pochi attimi dopo, Booker colpì Cena al volto con il titolo per poi schienarlo, vincendo così il match per rimanere campione.

## Risultati
| #    | Incontri                                                                                             | Stipulazioni                                              | Durata |
| ---- | --- | --------------------------------------------------------- | ------ |
| Dark | Super Crazy ha sconfitto Rob Conway                                                                  | Single match                                              | 03:26  |
| 1    | Umaga (con Armando Alejandro Estrada) ha sconfitto Kane                                              | Single match                                              | 08:39  |
| 2    | The Cryme Tyme hanno sconfitto Charlie Haas e Viscera, The Highlanders e Lance Cade e Trevor Murdoch | Fatal four-way tornado tag team match                     | 04:28  |
| 3    | Jeff Hardy (c) ha sconfitto Carlito                                                                  | Single match per il WWE Intercontinental Championship     | 13:21  |
| 4    | Edge e Randy Orton hanno sconfitto Shawn Michaels e Triple H                                         | Tag team match con Eric Bischoff come arbitro speciale    | 18:11  |
| 5    | Lita ha sconfitto Mickie James                                                                       | Lumberjill match per il WWE Women's Championship          | 08:07  |
| 6    | Ric Flair e Roddy Piper (con Dusty Rhodes e Sgt. Slaughter) hanno sconfitto The Spirit Squad (c)     | Tag team match per il World Tag Team Championship         | 06:55  |
| 7    | King Booker (c) (con Queen Sharmell) ha sconfitto Big Show e John Cena                               | Triple threat match per il World Heavyweight Championship | 21:05  |

### Risultati dei sondaggi
| Sondaggio | Risultato                                                                                           |
| --- | --------------------------------------------------------------------------------------------------- |
| Avversario di Umaga                                                                                            | - Kane (49%) - The Sandman (28%) - Chris Benoit (23%)                                               |
| Stipulazione per Charlie Haas e Viscera vs. The Cryme Tyme vs. The Highlanders vs. Lance Cade e Trevor Murdoch | - Tornado tag team match (50%) - Tag team turmoil match (35%) - Fatal four-way tag team match (15%) |
| Avversario di Jeff Hardy per il WWE Intercontinental Championship                                              | - Carlito (62%) - Shelton Benjamin (25%) - Johnny Nitro (13%)                                       |
| Arbitro speciale per il match tra Edge e Randy Orton vs. Shawn Michaels e Triple H                             | - Eric Bischoff (60%) - Jonathan Coachman (20%) - Mr. McMahon (20%)                                 |
| Stipulazione del match tra Lita e Mickie James per il WWE Women's Championship                                 | - Lumberjill match (46%) - No disqualification match (40%) - Submission match (14%)                 |
| Partner di Ric Flair contro la Spirit Squad                                                                    | - Roddy Piper (46%) - Dusty Rhodes (35%) - Sgt. Slaughter (19%)                                     |
| Titolo da difendere nel match tra Big Show, King Booker e John Cena                                            | - World Heavyweight Championship (67%) - ECW World Championship (21%) - WWE Championship (12%)      |